# Eumenes caspica
Eumenes caspica är en stekelart som beskrevs av Blüthgen 1952. Eumenes caspica ingår i släktet krukmakargetingar, och familjen Eumenidae. Inga underarter finns listade i Catalogue of Life.